# Песьяное (Белозерский район)
Песьяное — деревня в Белозерском районе Курганской области. Входит в состав Новодостоваловского сельсовета.

## История
До 1917 года входила в состав Шмаковской волости Курганского уезда Тобольской губернии. По данным на 1926 год деревня Песьяно состояла из 65 хозяйств. В административном отношении входила в состав Романовского сельсовета Белозерского района Курганского округа Уральской области.

## Население
| 1912 | 1926 | 1989 | 2002 | 2010 |
| ---- | ---- | ---- | ---- | ---- |
| 300  | ↗339 | ↘52  | ↘37  | ↘22  |

По данным переписи 1926 года в деревне проживало 339 человек (157 мужчин и 182 женщины), в том числе: русские составляли 100 % населения.